# ابراهیم محلم
ابراهیم محلم (انگلیسی: Ibrahim Mahallame؛ زادهٔ ۷ مارس ۱۹۴۹) بازیکن فوتبال اهل سوریه بود.
وی به‌همراه تیم ملی فوتبال سوریه در بازی‌های المپیک تابستانی ۱۹۸۰ شرکت کرده‌است.